# Летопись Авраамки
Ле́топись Авраа́мки — русский летописный свод, составленный в последней четверти XV века в Пскове или Новгороде на основе более старых летописных источников.

## Описание
Летопись сохраняется в составе летописного сборника, известного как Виленский, хранящегося в Рукописном собрании Центральной научной библиотеки Академии наук Литвы в Вильнюсе. Сборник найден А. В. Рачинским в Полоцке в XIX веке, после чего был подарен им Виленской Публичной библиотеке
Летопись Авраамки охватывает период событий до 1469 года в истории Киевской и Московской Руси, Новгорода и Великого княжества Литовского. В летописи содержатся юридические документы, в том числе, Русская Правда. В 1495 году летопись была переписана Авраамкой в Смоленске.

Летопись опубликована в 16 томе Полного собрания русских летописей, вышедшем в 1889 году.

## Публикации
- Полное собрание русских летописей. Т.16. Летописный сборник, именуемый летописью Авраамки. Под ред. А. Ф. Бычкова и К. Н. Бестужева-Рюмина. — СПб, 1889. — 320 с.
- Полное собрание русских летописей. том XVI. Издание 2-е. Летописный сборник, именуемый летописью Авраамки. М., 2000., разд. паг. (I-XII c., 240 c.)